# 광취먼네이역
광취먼네이역(广渠门内站)은 중국 베이징시 둥청구 둥화스 가도와 룽탄 가도의 경계인 광취먼 내대가와 안화베이리 교차로 서쪽에 위치한 베이징 지하철 7호선의 지하철역이다. 2014년 12월 28일 7호선 개통과 함께 개통되었다.

## 위치
역은 베이징 외성에 위치하고 광취먼 내대가(동서방향)와 바이차오 대가-시자오쓰가(남북방향)의 교차로 서쪽, 둥화스 동가 남구 서쪽에 동서방향으로 배치되어 있다.

## 구조

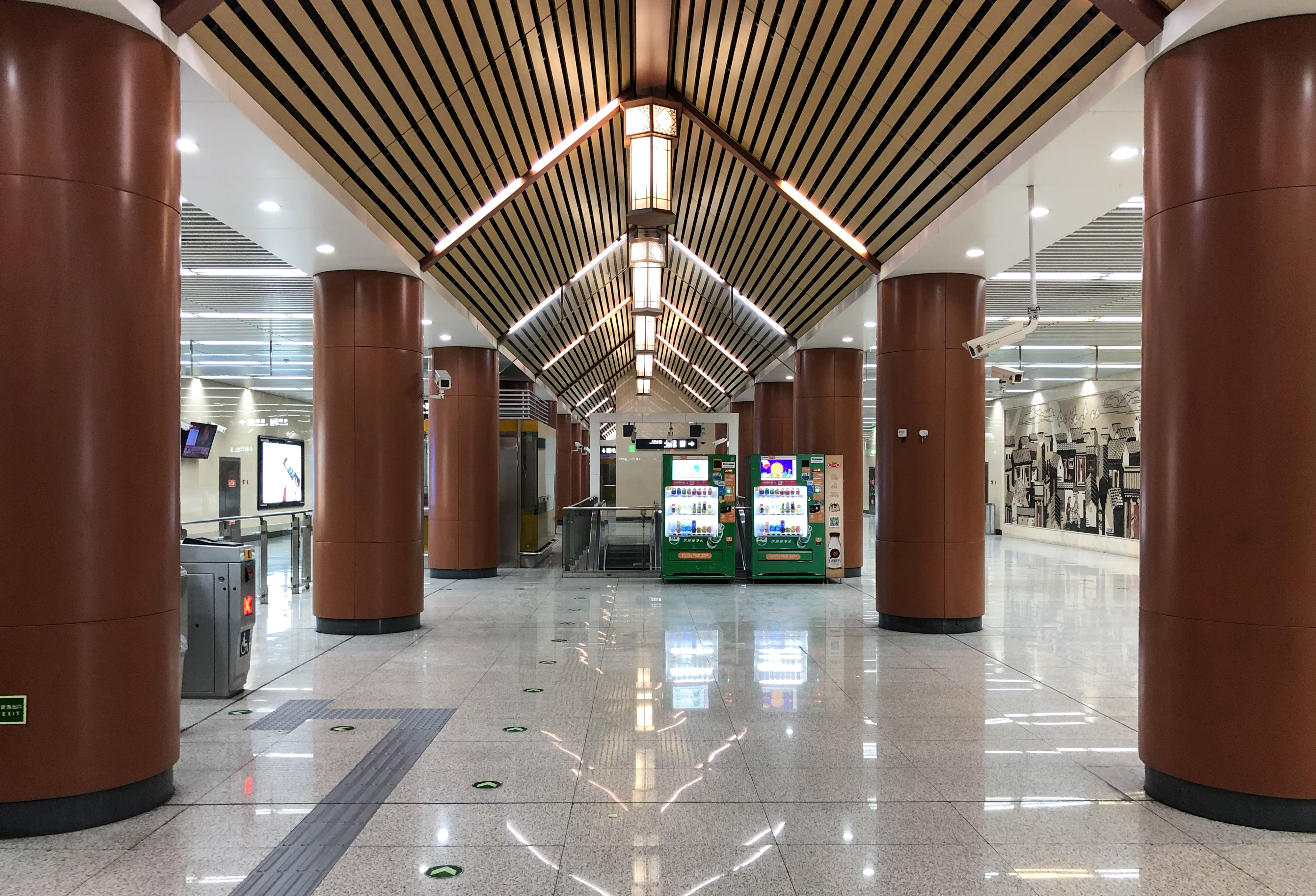
대합실 (2018년 12월)

광취먼네이역은 지하 2층 3경간역으로 섬식 승강장으로 설계되었으며, 전체 길이는 235.4m, 바닥 매설 깊이는 18.1m이다. 주변 여건상 광취먼 내대가 한가운데에서 아래로 파내고 다시 양쪽으로 파내는 공사를 진행해야했다.

### 층별 구조
| 지면층          | 출구                              | A-D출구                                  |
| 지하 1층        | 대합실                            | 고객 센터, 자동 발매기, 이카통 충전      |
| 지하 2층 승강장 | ←                                 | ■ 7호선 베이징 서역 방면 (츠치커우)      |
| 지하 2층 승강장 | 섬식 승강장, 오른쪽 출입문이 열림 |                                          |
| 지하 2층 승강장 | →                                 | ■ 7호선 유니버설리조트 방면 (광취먼와이) |

### 대합실
광취먼네이역의 대합실은 광거문 내대가 아래에 위치하고 있으며, 북쪽에 벽화 《광거기억(广渠记忆)》이 있다.

### 승강장
광취먼네이역에는 광거문 내대가 아래에 위치한 섬식 승강장이 있다.

### 출구
광취먼네이역은 현재 A(서북), B(동북), D(서남) 3개 출구가 개방돼 있다.
|                         |                                                                                             |      |  |
| 출구                    | 출구 인근                                                                                   | 사진 |  |
| 出口 · A                | 광취먼 내대가(북측), 둥화스 동가, 富贵园, 둥화스 남리 사구                                  |      |  |
| 出口 · B                | 광취먼 내대가(북측), 딩신 빌딩(鼎新大厦), 둥화스 동가, 본가윤원(本家润园), 반차오 대가      |      |  |
| 出口 · D                | 광취먼 내대가(남측), 싱푸 대가(幸福大街), 중국환경출판사, 후이원 중학교, 행복가원(幸福家园) |      |  |
| 아이콘 설명: 엘리베이터 |                                                                                             |      |  |